# Lipinia relicta
Lipinia relicta är en ödleart som beskrevs av  Decio Vinciguerra 1892. Lipinia relicta ingår i släktet Lipinia och familjen skinkar. Inga underarter finns listade i Catalogue of Life.